# Kampfgeschwader 157
La Kampfgeschwader 157 Boelcke (KG 157) (157e escadron de bombardiers) est une unité de bombardiers de la Luftwaffe pendant la Seconde Guerre mondiale. 

## Opérations
Le KG 157 a opéré sur des bombardiers Heinkel He 111.

## Organisation

### Stab. Gruppe
Formé le 29 novembre 1941 à Langenhagen à partir du Stab/KG 154.

Le 1er mai 1939, le Stab/KG 157 est renommé Stab/KG 27.

Geschwaderkommodore (Commandant de l'escadron) :
| Début            | Fin             | Grade  | Nom                |
| ---------------- | --------------- | ------ | ------------------ |
| 1er avril 1937   | 31 janvier 1939 | Major  | Richard Putzier    |
| 1er février 1939 | 1er mai 1939    | Oberst | Hans Behrendt (de) |

### I. Gruppe
Formé le 1er avril 1937 à Langenhagen  à partir du I./KG 154 avec :
- Stab I./KG 157 à partir du Stab I./KG 154
- 1./KG 157 à partir du 1./KG 154
- 2./KG 157 à partir du 2./KG 154
- 3./KG 157 à partir du 3./KG 154

Le 1er mai 1939, le I./KG 157 est renommé I./KG 27 avec :
- Stab I./KG 157 devient Stab I./KG 27
- 1./KG 157 devient 1./KG 27
- 2./KG 157 devient 2./KG 27
- 3./KG 157 devient 3./KG 27

Gruppenkommandeure (Commandant de groupe) :
| Début            | Fin          | Grade          | Nom             |
| ---------------- | ------------ | -------------- | --------------- |
| 1er avril 1937   | 30 juin 1937 | Oberstleutnant | Karl Angerstein |
| 1er juillet 1937 | 1er mai 1939 | Oberstleutnant | Fritz Graumnitz |

### II. Gruppe
Formé le 1er avril 1937 à Wunstorf à partir du II./KG 154 avec : 
- Stab II./KG 157 à partir du Stab II./KG 154
- 4./KG 157 à partir du 4./KG 154
- 5./KG 157 à partir du 5./KG 154
- 6./KG 157 à partir du 6./KG 154

Le 1er mai 1939, le II./KG 157 est renommé II./KG 27 avec : 
- Stab II./KG 157 devient Stab II./KG 27
- 4./KG 157 devient 4./KG 27
- 5./KG 157 devient 5./KG 27
- 6./KG 157 devient 6./KG 27

Gruppenkommandeure :
| Début          | Fin            | Grade          | Nom                    |
| -------------- | -------------- | -------------- | ---------------------- |
| 1er avril 1937 | 1er avril 1938 | Oberstleutnant | Heribert Fütterer (de) |
| 1er avril 1938 | 1er mai 1939   | Major          | de Salengre Drabbe     |

### III. Gruppe
Formé le 1er avril 1937 à Delmenhorst à partir du I./KG 254 avec : 
- Stab III./KG 157 à partir du Stab I./KG 254
- 7./KG 157 à partir du 1./KG 254
- 8./KG 157 à partir du 2./KG 254
- 9./KG 157 à partir du 3./KG 254

Le 1er mai 1939, le III./KG 157 est renommé III./KG 27 avec : 
- Stab III./KG 157 devient Stab III./KG 27
- 7./KG 157 devient 7./KG 27
- 8./KG 157 devient 8./KG 27
- 9./KG 157 devient 9./KG 27

Gruppenkommandeure :
| Début          | Fin          | Grade  | Nom       |
| -------------- | ------------ | ------ | --------- |
| 1er avril 1937 | 1er mai 1939 | Oberst | Dr Sommer |